# Heidelberger Landstraße 16
Die Villa in der Heidelberger Landstraße 16 ist ein Bauwerk in Darmstadt-Eberstadt.

## Geschichte und Beschreibung
Die Villa wurde im Jahre 1900 erbaut.
Stilistisch gehört die Villa zum Historismus.
Auffällig ist der in einem Kegel spitz zulaufende Wohnturm mit den Kastenfenstern auf der Südwestecke des Hauses.
Bemerkenswert sind das – an den englischen Cottage-Stil erinnernde – Zierfachwerk im Giebel der Westfassade und die Klappläden vor den Fenstern mit versprossten Oberlichtern.
Die biberschwanzgedeckte Dachlandschaft ist dem asymmetrischen Grundriss des Landhauses angepasst.

## Denkmalschutz
Die Villa im Stil eines Märchen-Schlosses gehört architektonisch zum Historismus.
Die Villa ist aus architektonischen und stadtgeschichtlichen Gründen ein Kulturdenkmal.